# Videogioco d'avventura

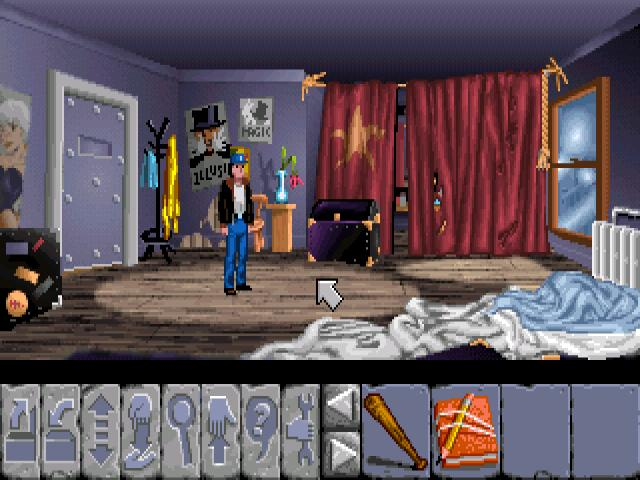
Flight of the Amazon Queen, del 1995

Il videogioco d'avventura (adventure game in inglese), più noto semplicemente come avventura (o adventure), è un genere di videogioco caratterizzato dall'esplorazione, risoluzione di enigmi, interazione con personaggi di gioco ed è incentrato sulla narrazione piuttosto che sulle sfide basate sulla prontezza di riflessi.

## Caratteristiche
La grande maggioranza delle avventure sono programmi per personal computer, malgrado non siano sconosciuti gli esempi di avventure per console. Differentemente da molti altri generi di giochi, la focalizzazione sulla storia tipica dell'avventura consente a questo genere di utilizzare in maniera massiccia altre forme d'arte basate sulla narrazione, come la letteratura e il cinema. Le avventure comprendono un'ampia varietà di generi letterari, tra cui fantasy, fantascienza, giallo, horror e commedia. Tra gli esempi celebri di avventure vi sono Zork, King's Quest, Monkey Island e Myst. La maggior parte di questi giochi sono progettati per un singolo utente, dato che la notevole enfasi per storia e personaggio rende difficile la realizzazione di programmi multiutente.
Gli enigmi sono un aspetto distintivo delle avventure, sono disseminati lungo il gioco e si presentano generalmente sotto forma di meccanismi da sbloccare, oggetti da recuperare/trovare, serie di azioni da svolgere in un ordine preciso ma anche altro. Il tutto può vedere coinvolti anche altri personaggi; in alcuni titoli il giocatore stesso controlla alternativamente più personaggi. È comunemente presente lo strumento dell'inventario, nel quale il protagonista può conservare oggetti, rinvenuti in precedenza, per usarli nei momenti più opportuni. A differenza di altri generi di videogiochi, nelle avventure pure generalmente non esistono stringenti limiti di tempo e la risoluzione di un enigma può procedere con calma e ragionamento.
Oltre al game over diretto, causato dalla scelta di azioni sbagliate, nelle avventure è teoricamente possibile anche finire inconsapevolmente in "situazioni senza uscita", nelle quali non è più possibile completare il gioco a causa di errori fatti in precedenza e non più recuperabili (un caso classico è l'impossibilità di risolvere un enigma a causa dell'assenza di un oggetto, il quale non è stato raccolto in uno scenario non più raggiungibile). Questa modalità di fallimento, presente nella prima generazione di giochi d'avventura, è percepita come ingiusta e frustrante per gli utenti e gli sviluppatori ne ridussero drasticamente le occorrenze. Di solito, nelle moderne avventure il giocatore ha sempre la possibilità progredire usando la logica, e se rimane bloccato è solo perché non ha ancora avuto l'idea giusta per risolvere un enigma. Anche la possibilità di game over (per morte del personaggio o simili) è assente in molte avventure pure.
La trama dell'avventura è un aspetto essenziale che distingue il genere. Poiché nelle avventure di solito c'è un solo modo (o pochi) di risolvere gli enigmi, giunti alla fine della partita si è certi di averla vissuta per intero, così come è stata progettata, ossia scoprendo la storia che essa vuole raccontare.
Fanno eccezione i titoli dove conseguenze particolari delle proprie azioni possono alterare lo sviluppo della storia: in corrispondenza di certi eventi, dunque, l'avventura si biforca e procede su percorsi diversi a seconda dell'esito di prove precedenti. La conseguenza estrema si realizza nel raggiungere un finale distinto, ma esistono anche giochi che prevedono il riallacciarsi dei percorsi alternativi in prossimità del finale comune.
Nella descrizione di un'avventura si rivela inadatto il concetto di longevità, in quanto pensate per essere completate solo una volta dal giocatore; un più diffuso indicatore per questo genere di gioco è il tempo stimato in cui un giocatore medio può riuscire a finirlo. Esistono piccole avventure che è possibile risolvere entro un'ora ma anche giochi ben più impegnativi (in genere prodotti commerciali) che vantano intrecci ed enigmi per 20 ore e oltre.
Il genere dell'avventure fu molto popolare durante la fine degli anni ottanta e i primi anni novanta, grazie soprattutto alle produzioni delle due società "specializzate" come Sierra e LucasArts. Malgrado pochi sviluppatori continuino a produrre avventure pure, alcuni nuovi titoli vengono tuttora pubblicati e il genere ha esportato alcuni elementi in favore di altri tipi di giochi.

## Avventure testuali

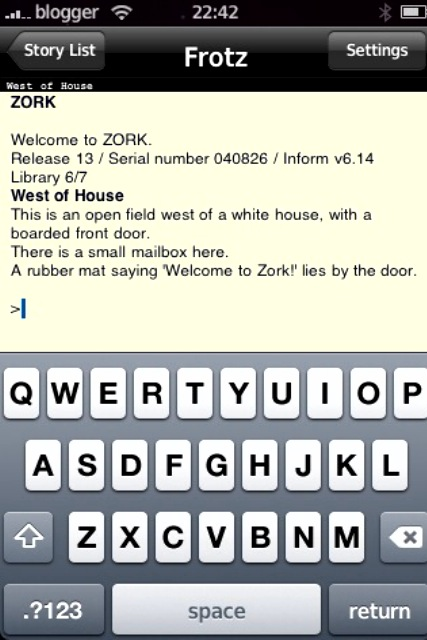
Una classica avventura testuale riprodotta su cellulare

Le avventure testuali sono basate su descrizioni e narrazione sotto forma di testo scritto e sull'introduzione di comandi verbali da tastiera da parte del giocatore. Può essere presente anche della grafica, ma solo come semplici illustrazioni non interattive, analoghe a quelle di un libro. Per ovvi motivi di semplicità del software, furono il primo tipo di avventure a diffondersi. Come prodotti commerciali tendono a scomparire dopo gli anni '80.

## Avventure grafiche
Le avventure grafiche sono dotate di interfaccia grafica. Le scene vengono mostrate come immagini animate e interattive e il controllo avviene tramite dispositivi di puntamento, comunemente il mouse. L'uso del testo, scritto o parlato, di solito è limitato ai dialoghi tra i personaggi.

## Avventure dinamiche
I giochi che fondono l'avventura con altri elementi sono non di rado denominati a loro volta giochi d'avventura o adventure game (un popolare esempio è la serie di Legend of Zelda). I puristi dell'avventura lo ritengono scorretto e preferiscono denominare questi ibridi avventure dinamiche (action-adventure in inglese americano o arcade adventure in inglese britannico).